# 暗闇から手を伸ばせ
「暗闇から手を伸ばせ」（くらやみからてをのばせ）は、小沢健二のセカンドシングル。1993年12月1日に東芝EMIから発売。

## 解説
アルバム『犬は吠えるがキャラバンは進む』からのリカット・シングル。
シングルでは、自身最低のセールスとなった。

## 収録曲
1. 暗闇から手を伸ばせ
一度「天気読み」でシングルになっていたものの、アルバム発売後、再びシングルカットされた。英題は「REACH OUT OF THE DARKNESS」。
2. 夜と日時計(swamp folk)
1992年に発売された渡辺満里奈のシングル「バースデイ ボーイ」のカップリング曲として提供していた曲をセルフカバーしたもの。歌詞の一部「彼」・「私」を「彼女」・「僕」へ変更し、原曲の女性口調の詞が直されている。
3. 暗闇から手を伸ばせ (オリジナル・カラオケ)

（全曲 作詞・作曲・編曲:小沢健二）

## 収録アルバム
- 『犬は吠えるがキャラバンは進む』(#1)
- 『刹那』(#2)

## タイアップ
- 日本テレビ『マジカル頭脳パワー!!』の5代目エンディングテーマ